# Aphrodisium laosense
Aphrodisium laosense là một loài bọ cánh cứng trong họ Cerambycidae.